# Doug Marrone
Douglas Charles Marrone är en amerikansk före detta spelare i amerikansk fotboll och är numera tränare i sporten. Han har tränat bland annat tränat college-laget Syracuse och NFL-laget Buffalo Bills.

## Spelarkarriär
Doug Marrone draftades 1986 av Los Angeles Raiders men kom aldrig att spela någon match för dem. Marrone spelade endast 4 matcher för Miami Dolphins 1987 samt en match för New Orleans Saints 1989, ingen av dessa matcher spelade han från start.

## Tränarkarriär
Efter sin aktiva karriär började han träna olika lag på collegenivå, främst på de offensiva positionerna. 2002 tog Marrone steget upp till NFL och blev New York Jets tränare för den offensiva linjen. 2006-2008 var han offensiv koordinator för New Orleans Saints. Nästkommande år återvände Marrone till Syracuse University där han spelade under 80-talet men nu som huvudtränare. Två gånger (2010 och 2012) ledde han Syracuse till segern i Pinstripe Bowl. Inför säsongen 2013 utsågs Marrone till huvudtränare för Buffalo Bills i NFL.
Han lämnade Buffalo Bills i slutet av 2014 via en kontraktsklausul som innebar att Marrone kunde säga upp sig men fortfarande få sin lön för säsongen 2015  om Buffalo Bills genomgick ett ägarbyte, vilket de gjorde under hösten 2014.